# Bukovje, Dobrla vas
Bukovje (nemško Buchbrunn) je naselje v Občini Dobrla vas v Okraju Velikovec na Koroškem v Avstriji.